# 岡崎宏司
岡崎 宏司（おかざき こうじ、1940年4月20日 - ）は、日本の自動車評論家。本名は同じ字だが「ひろし」と読む。内閣府第7次中央交通安全対策会議専門委員。国土交通省安全基準検討会委員。2000年から2001年に開催された三菱自動車品質諮問委員会のメンバー。東京生まれ、1964年日本大学芸術学部放送学科卒業。日本自動車ジャーナリスト協会会員。「クルマの動質」「ブランディング」についての研究評価を専門とする。
息子に自動車ジャーナリストの岡崎五朗がいる。

## 著作
現在の主な出稿先は、『Web LEON』、『CAR and DRIVER』、
他に、『モーターファン』、『毎日新聞（夕刊）』、『報知新聞』、『週刊プレイボーイ』、『月刊プレイボーイ』、『メンズエクストラ』、『LEON』、『サンデー毎日』（2011年をもち、722回の連載終了）、『MADURO』、『メンズクラブ』、『SAPIO』、『NAVI』、『THE EV TIMES』などに連載。カーグラフィックのコラム「FROM OUTSIDE」も1990年頃、執筆していた。1960年代後半から70年代には、レース車両 / ラリー車両の試乗記事も各誌紙に連載。
- フォルクスワーゲン＆7thゴルフ　連鎖する奇跡（『日之出出版刊』）
- 激論!もっとマトモなクルマに乗りなさい（徳大寺有恒と共著：小学館刊）
- いつも隣にクルマがあった（筑摩書房刊)
- 自動車の危機（ちくま新書/筑摩書房刊)、
- カリフォルニア・ストーリー（講談社刊)、
- ハワイ・ストーリー（講談社刊)
- 『トヨタ自動車の研究』（グランプリ出版)、

- LUXURY TVにて、ブログ「岡崎宏司のクルマ　DE　トリップ」連載
- THE EV TIMESにて、岡崎宏司の「EVは楽しい！」連載
- CAR and DRIVERにて、岡崎宏司の「カーズCARS」連載中
- Web LEONにて、岡崎宏司の「クルマ備忘録」連載中

## レース
小関典幸のクルーとして高岡祥郎とともに1977年のLondon–Sydney Marathonに出場した（総合19位）。
1974年、小関典幸とともにバハ1000に出場。車両トラブルで途中リタイア。

## テレビ出演
- 水曜ノンフィクション「クルマ100年の転換点夢が消えた？…車文化と意識…懐かしの車映像にみる激変」（TBS、2009年1月14日）